# ماري باركر (ممثلة)
ماري باركر (بالإنجليزية: Mary Parker)‏ هي مقدمة تلفزيونية وممثلة بريطانية وأسترالية، ولدت في 31 أكتوبر 1930 في باث في المملكة المتحدة.

## وصلات خارجية
- ماري باركر على موقع IMDb (الإنجليزية)